# Wojciech Drelicharz
Wojciech Drelicharz (ur. 1965) – polski historyk, doktor habilitowany nauk humanistycznych, adiunkt w Zakładzie Nauk Pomocniczych Historii i Archiwistyki Instytutu Historii UJ, badacz dziejów polskiego średniowiecza.
Laureat IX Olimpiady Historycznej (1 miejsce). Absolwent studiów historycznych na Wydziale Filozoficzno-Historycznym Uniwersytetu Jagiellońskiego.
Uzyskane stopnie i tytuły naukowe: magister historii (czerwiec 1989 r., na podstawie pracy Studium źródłoznawcze "Rocznika Sędziwoja"); doktor nauk humanistycznych w zakresie historii (czerwiec 2001 r., na podstawie rozprawy Annalistyka małopolska XIII – XV w. Kierunki rozwoju i treści ideowe; promotor: prof. dr hab. J. Wyrozumski). Habilitacja w 2013 na podstawie rozprawy: Idea zjednoczenia królestwa w średniowiecznym dziejopisarstwie polskim.
Od października 1993 r. asystent w Zakładzie Nauk Pomocniczych Historii i Archiwistyki UJ, od lipca 2002 r. adiunkt w tymże Zakładzie.
Stypendia: Rządu Republiki Francuskiej (Paryż, kwiecień-czerwiec 1994 r.); Fundacji Nauki Polskiej (krajowe, 1995-1996); Fundacji Lanckorońskich (Rzym, maj-czerwiec 2004 oraz maj 2007 r.).
Funkcje społeczne: prezes Krakowskiego Oddziału Polskiego Towarzystwa Heraldycznego (od maja 2004); członek Społecznego Komitetu Odnowy Zabytków Krakowa (od lipca 2009).
Autor i współautor kilkudziesięciu herbów, flag i innych symboli samorządowych oraz kościelnych.
Zainteresowania badawcze: źródłoznawstwo, historiografia wieków średnich, heraldyka terytorialna, dzieje pisma łacińskiego, epigrafika staropolska.
W 2020 odznaczony Krzyżem Kawalerskim Orderu Odrodzenia Polski.

## Wybrane publikacje
- Annalistyka małopolska XIII – XV wieku. Kierunki rozwoju wielkich roczników kompilowanych (2003)
- Dawne i nowe herby Małopolski, współautorstwo (2005)
- Wstęp do studium źródłoznawczego "Rocznika Sędziwoja" (1992) [w:] Studia Historyczne t. 35 (s. 291-306)
- Treści ideowe "Rocznika Sędziwoja" (1992) [w:] Kwartalnik Historyczny t. 99 (s. 49-63)
- Wiadomości genealogiczne i heraldyczne w annalistyce ziemi krakowskiej XIII – XV w. (1993) [w:] Biuletyn Polskiego Towarzystwa Heraldycznego nr 10 (s. 16-17)
- Sędziwój z Czechla (1996) [w:] Polski Słownik Biograficzny t. 36/1, z. 150 (s. 394-399)
- O nowym wydaniu Rocznika świętokrzyskiego (1999) [w:] Kwartalnik Historyczny t. 106, nr 2 (s. 57-72)
- Pamięć i tradycja o mistrzu Wincentym w dziejopisarstwie polskim XIII-XV wieku (2009) [w:] Cistercium Mater Nostra t. 3 (s. 141-192)